# Andreas Seidler
Andreas Seidler (* 20. Mai 1965 in Braunschweig) ist ein deutscher Arbeitsmediziner, Epidemiologe und Hochschullehrer. Er ist Direktor des Instituts und der Poliklinik für Arbeits- und Sozialmedizin (IPAS) der TU Dresden.

## Werdegang
Prof. Dr. med. Andreas Seidler MPH studierte Humanmedizin an der Universität des Saarlandes, der FU Berlin und der Medizinischen Hochschule Hannover (MHH), wo er 1995 zum Dr. med. promoviert wurde und 1996 das Ergänzungsstudium „Bevölkerungsmedizin und Gesundheitswesen (Public Health)“ abschloss.
Von 1992 bis 1995 war er wissenschaftlicher Mitarbeiter an der Abteilung für Epidemiologie und Sozialmedizin der MHH und anschließend bis 1998 am Institut für Arbeitsmedizin der Universität Frankfurt am Main. In den Jahren 1999 bis 2005 war Andreas Seiler in den Zentren für Psychiatrie und Innere Medizin der Universität Frankfurt, am Berufsgenossenschaftlichen Forschungsinstitut für Arbeitsmedizin (BGFA) der Ruhr-Universität Bochum und beim Hessischen Landesgewerbearzt in Wiesbaden ärztlich tätig. 2004 erhielt er die Anerkennung als Facharzt für Arbeitsmedizin. 2005 habilitierte er sich für das Fach „Arbeitsmedizin, Epidemiologie und Public Health“ beim Fachbereich Medizin der Universität Frankfurt am Main. Von 2005 bis 2006 war Seidler Leiter der Registerstelle des Krebsregisters Rheinland-Pfalz in Mainz. Anschließend wechselte er an die Bundesanstalt für Arbeitsschutz und Arbeitsmedizin (BAuA) in Berlin, zunächst als Koordinator Arbeitsmedizin und Leiter der Fachgruppe „Arbeitsbedingte Erkrankungen / Berufskrankheiten“ und ab 2009 als Wissenschaftlicher Leiter des Fachbereichs Arbeit und Gesundheit.
Am 1. März 2010 wurde Andreas Seidler auf den Lehrstuhl für Arbeits-, Sozialmedizin und Public Health an der Technischen Universität Dresden berufen und zum Direktor des Instituts und der Poliklinik für Arbeits- und Sozialmedizin (IPAS) ernannt. Es leitet dort den Forschungsbereich Arbeitsmedizin, Sozialmedizin und Public Health.

## Funktionen und Mitgliedschaften (Auswahl)
Andreas Seidler ist seit 2019 Präsident der Deutschen Gesellschaft für Sozialmedizin und Prävention (DGSMP).